# Сан-Таммаро
Сан-Таммаро (итал. San Tammaro) — коммуна в Италии, располагается в регионе Кампания, в провинции Казерта.
Население составляет 4400 человек, плотность населения составляет 122 чел./км². Занимает площадь 36 км². Почтовый индекс — 81050. Телефонный код — 0823.
Покровителем города почитается святой Таммаро, празднование 16 января.